# Ren Xiujuan
Ren Xiujuan (chinesisch 任秀娟, Pinyin Rén Xiùjuān; * 14. September 1974 in Dalian) ist eine chinesische Langstreckenläuferin.
1995 und 1996 siegte sie beim Peking-Marathon. Beim Marathon der Olympischen Spiele 1996 in Atlanta wurde sie Neunte, und kurz danach gewann sie bei den Halbmarathon-Weltmeisterschaften in Palma mit einer Zeit von 1:10:39 h. 
Bei den Leichtathletik-Weltmeisterschaften 1997 wurde sie Fünfte über diese Distanz.
Beim Marathon der Olympischen Spiele 2000 in Sydney kam sie auf den zehnten Platz. Im Jahr darauf wurde sie Dritte beim Peking-Marathon.

## Persönliche Bestzeiten
- 5000 m: 15:39,68 min, 30. August 1996, Xi’an
- 10.000 m: 31:13,21 min, 8. Mai 1996, Nanjing
- Halbmarathon: 1:10:39 h, 29. September 1996, Palma
- Marathon: 2:24:22 h, 14. Oktober 2001, Peking